# Castrojimeno
Castrojimeno – gmina w Hiszpanii, w prowincji Segowia, w Kastylii i León, o powierzchni 18,32 km². W 2011 roku gmina liczyła 37 mieszkańców.